# Парламент Гренады
Парламент Гренады (англ. Parliament of Grenada) — законодательный орган Гренады.

## Состав
Современный парламент состоит из британского монарха (представляемого генерал-губернатором) и двух палат:
- Верхняя палата — Сенат Гренады (англ. Senate of Grenada)
- Нижняя палата — Палата представителей Гренады (англ. House of Representatives of Grenada)[1][2].

Сенат состоит из 13 сенаторов, назначаемых генерал-губернатором (7 по совету премьер-министра, 3 по совету лидера оппозиции и 3 по совету премьер-министра, после обсуждения с группами интересов, которые должны быть представлены). Возглавляют Председатель и вице-председатель избираемые из числа сенаторов. Для кворума необходимо 4 сенатора, без учёта Председателя.
Палата представителей состоит из 15 депутатов, которые избираются на срок 5 лет прямыми выборами по 15 одномандатным округам. Палату возглавляют Спикер и вице-спикер. Кворум составляют 5 депутатов без учёта Спикера.

## Полномочия
В соответствии со ст. 38 Конституции Гренады  

Парламент создает законы ради мира, порядка и надлежащего управления ГренадойОригинальный текст (англ.)Subject to the provisions of this Constitution, Parliament may make laws for the peace, order and good
government of Grenada— 
Принимаемые законы одобряются генерал-губернатором и публикуются в правительственной газете, при этом Парламент может приостановить публикацию и принять обратный закон. Законодательная инициатива принадлежит обеим палатам, в каждой решения принимают большинством голосов, по конституционным вопросам — 2/3 голосов. По финансовым законопроектам инициатива принадлежит только членам правительства, по законопроектам связанным с налогообложением, государственным долгом принадлежит генерал-губернатору (ст. 46).
Парламент вправе выразить недоверие правительству. Генерал-губернатор должен распустить парламент, если пост премьер-министра вакантен и отсутствует человек, имеющий поддержку большинства в Парламенте, который в ближайшее время мог бы занять эту должность (ст. 52). Выборы назначаются в течение 3 месяцев после роспуска.
При отсутствии в течение месяца одобрения от Сената, по финансовому законопроекту принятому Палатой представителей, он направляется генерал-губернатору на подпись независимо от позиции Сената (ст. 47), обычный законопроект также может быть направлен генерал-губернатору на подпись, если Сенат отклонил его в двух последовательных сессиях (ст. 48).